# Krasnokàmensk (Zabaikàlie)
|  | Per a altres significats, vegeu «Krasnokàmensk». |

Krasnokàmensk - Краснокаменск (rus) - és una ciutat del krai de Zabaikàlie, a Rússia. Es troba a 384 km al sud-est de Txità, prop de la frontera amb la Xina i Mongòlia. És 5.125 km a l'est de Moscou.